# 赤川
赤川（あかがわ）は、山形県を流れ日本海に注ぐ一級河川。赤川水系の本流である。

## 地理
山形県鶴岡市大鳥の新潟県境に位置する朝日山系以東岳付近に源を発し北に流れる。上流部は大鳥川と呼ばれ、朝日村落合で月山を水源とする梵字川を合わせ、赤川と名を変える。庄内平野をさらに北に流れ酒田市浜中で日本海に注ぐ。大鳥川の上流には謎の怪魚「タキタロウ」が棲むといわれる大鳥池がある。

## 歴史
大正時代までは海岸に沿って北へ流れ最上川に合流していた。合流付近で頻発する洪水に対して、庄内平野の水田を潰し川幅を広げる案も考えられたが、より利用価値の薄い砂丘を切り開き日本海に直接放流する新水路の開削に着手し、1927年（昭和2年）7月赤川新川が完成した。旧河川跡は埋め立てて水田に利用されている。

### 語源
語源については諸説がある。
- アイヌ語で「川」を表す言葉「ワッカ」からつけられた。
- 湯殿山から流れる赤く濁った水からつけられた。
- 肥後藩からお家取り潰しで鶴岡に流された加藤忠広が、生まれ故郷の熊本への思いから、熊本城下を流れる白川にちなんで赤川と名づけた。

## 流域の自治体
一つの県内で源流から河口まで流れる。
山形県
鶴岡市、東田川郡三川町、酒田市

## 主な支流
上流より記載（支流および二次支流）
- 梵字川
  - 八久和川
  - 早田川
- 大鳥川 - 赤川上流の別名
  - 東大鳥川 - 大鳥川上流の別名
  - 西大鳥川
- 田沢川
- 内川
  - 新内川
- 青龍寺川
- 大山川